# Anacithara brevicostata
Anacithara brevicostata é uma espécie de gastrópode do gênero Anacithara, pertencente a família Horaiclavidae.